# Lepchana spinipalpis
Lepchana spinipalpis is een hooiwagen uit de familie Assamiidae.